# Національний театр Північної Греції

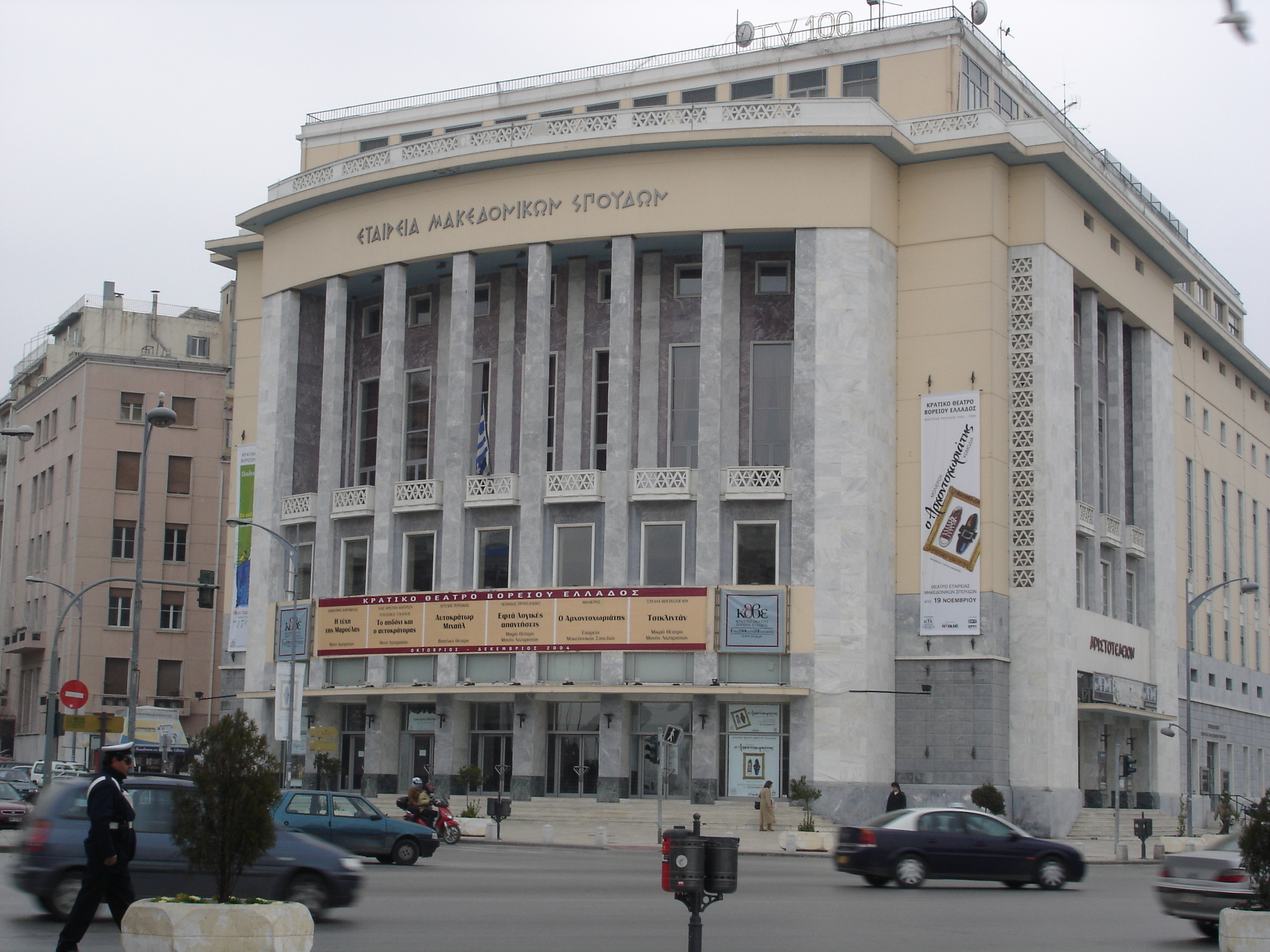
Одне із відділень — театр Товариства дослідження Македонії

Національний театр Північної Греції (грец. Κρατικό Θέατρο Βορείου Ελλάδος) — театр міста Салоніки, відкритий 1961 року.

## Історія
Заснований театр 13 січня 1961 року. Вже влітку відбулася перша прем'єра — постановка «Царя Едіпа» за Софоклом. Розміщувався театр тоді в будівлі Королівського театру Салонік. Восени 1962 року театр переїхав у приміщення Товариства дослідження Македонії.
Першим режисером став Сократіс Карантінос (1961—1967). Пізніше театром керували Йоргос Кіцопулос (1967—1974), Мінос Воланакіс (1974—1977), Спірос Евангелатос (1977—1980), Нікос Баколас (1980−1983) [1] [2], Нікос Хурмузіадіс (1984—1985), Мінос Воланакіс (1986—1989), Дімітріс Маронітіс (1989—1990), Нікос Баколас (1991—1993), Васіліс Папавасиліу (1994—1998), Костас Ціанос (лютий-червень 1998), Діагорас Хронопулос (1998—2001), Віктор Ардіттіс (2001—2004), Нікітас Цакіроглу 2004—2008, 2008-нині).

## Сучасна структура
Нині у структурі театру перебувають Театральна школа та 4 зимових та 2 літніх майданчики. Під егідою театру діють театр для дітей Κ.Θ.Β.Ε. та понтійський театр. Зимові майданчики:

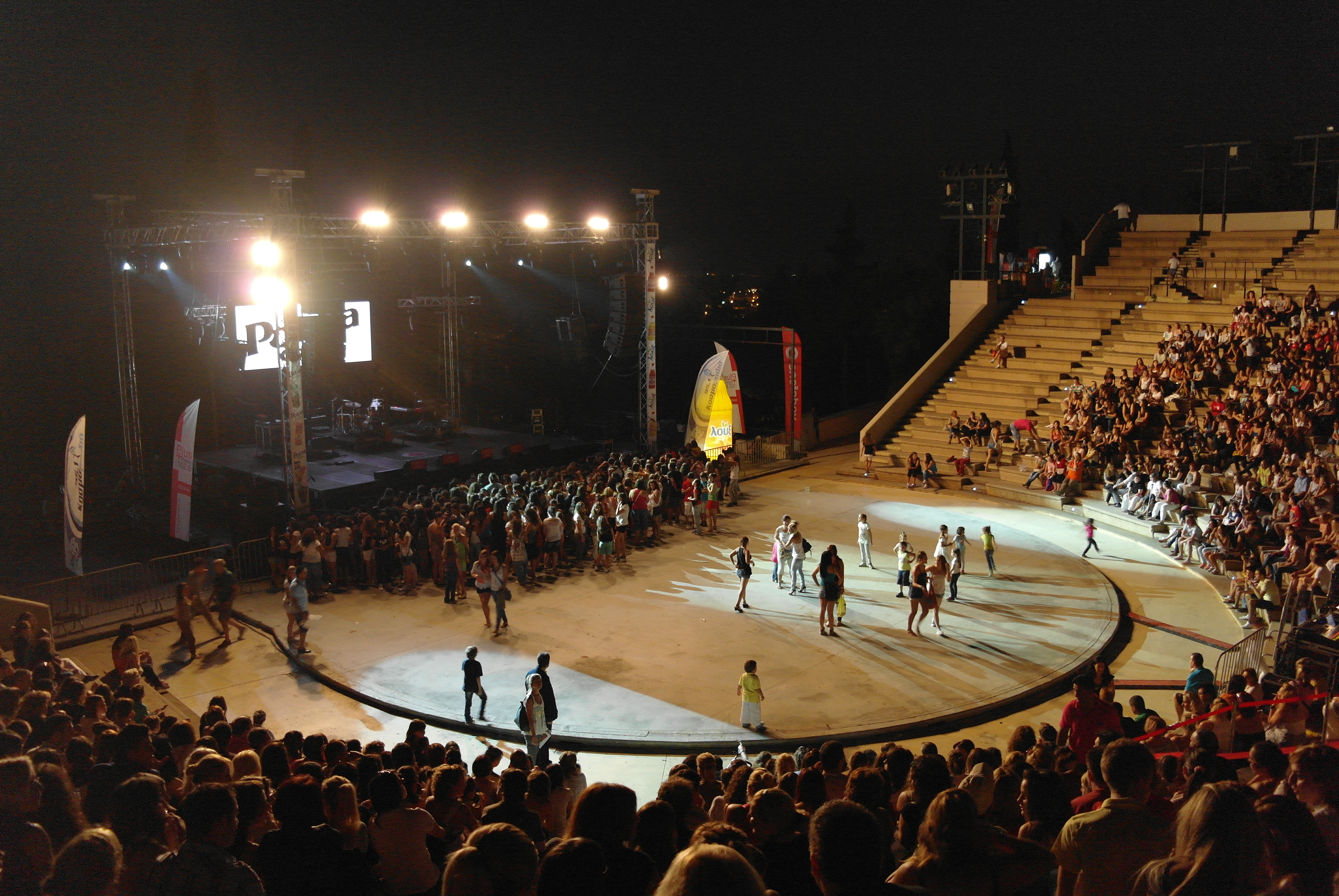
Театро Дасус, перед початком концерту Міхаліса Хатзіянніса 5 вересня 2011 року

Театр Товариства дослідження Македонії
Місткість: 737 місць

Адреса: Салоніки, вул. Етнікіс Амініс, 2
Королівський театр
Місткість: 753 місця

Адреса: Салоніки, пл. Левко Пірго
Моні Лазарістон — Сцена Сократіса Карантіноса)
Місткість: 621 місце

Адреса: Ставруполі, вул. Колокотроні, 25-27
Малий театр Моні Лазарістон
Місткість: 150 місць

Адреса: Ставруполі, вул. Колокотроні, 25-27
На майданчиках літніх підрозділів Театру відбуваються також виступи відомих артистів.
Театро Гіс
(укр. Театр Землі)
Місткість: 4 332 місця

Адреса: Салоніки, вул. Дамарі Тріандаріс
Театро Дасус
(укр. Лісовий театр)
Місткість: 3 894 місця

Адреса: Салоніки, Дасос Сейх Су